# Oleksandr Pyatnytsya
Oleksandr Pyatnytsya (né le 14 juillet 1985 à Dnipropetrovsk) est un athlète ukrainien, spécialiste du lancer de javelot.

## Biographie
Il remporte la médaille de bronze des Championnats d'Europe espoirs 2007, à Debrecen, avec un lancer à 82,01 m.
Il établit un nouveau record d'Ukraine en 2010 avec 84,11 m. Son premier record national, établi en 2009 à Paris, n'est pas homologué car établi avec l'ancien modèle de javelot.
En 2010, Oleksandr Pyatnytsya termine au pied du podium des Championnats d'Europe de Barcelone avec 82,01 m, derrière Andreas Thorkildsen, 	Matthias de Zordo et Tero Pitkämäki.
Il se classe deuxième de la Coupe d'Europe hivernale des lancers 2011, devancé par le Letton Zigismunds Sirmais.
En mai 2012, à Kiev, il porte son record personnel à 86,12 m, également record d'Ukraine. Il termine 5e des Championnats d'Europe 2012 à Helsinki mais devient vice-champion olympique en août avec un lancer à 84,51 m.
Lors des Jeux olympiques de 2012, il est convaincu de dopage à la suite d'une réanalyse des échantillons en 2016 qui révèle la présence d'une substance interdite, la déhydrochlorméthyltestostérone (turinabol), il reçoit l'ordre de rendre sa médaille d'argent.

### Palmarès
| Date | Compétition                          | Lieu      | Résultat | Performance |
| ---- | ------------------------------------ | --------- | -------- | ----------- |
| 2007 | Championnats d'Europe espoirs        | Debrecen  | 3e       | 76,28 m     |
| 2010 | Coupe d'Europe hivernale des lancers | Arles     | 2e       | 79,38 m     |
| 2010 | Championnats d'Europe                | Barcelone | 4e       | 82,01 m     |
| 2011 | Coupe d'Europe hivernale des lancers | Sofia     | 2e       | 81,96 m     |
| 2012 | Jeux olympiques d'été                | Londres   | —        | DQ          |

### Records
| Épreuve           | Performance | Lieu | Date        |
| ----------------- | ----------- | ---- | ----------- |
| Lancer du javelot | 86,12 m     | Kiev | 20 mai 2012 |